# Lennart Poettering
Lennart Poettering es un programador de computadoras, reconocido por ser el creador de Avahi, PulseAudio  y systemd.

## Vida y carrera
Lennart nació en la Ciudad de Guatemala, pero creció en Río de Janeiro y realizó sus estudios en Hamburgo, Alemania. Desde 2022 está trabajando en Microsoft, habiendo trabajado anteriormente para Red Hat.
Desde 2003, Poettering ha trabajado en más de 40 proyectos, la mayoría escritos en C. Es el desarrollador y mantenedor de numerosos proyectos de software libre que han sido ampliamente adoptados por distribuciones Linux, como PulseAudio, Avahi y systemd.

## Controversias
Poettering es conocido por sus posiciones controvertidas acerca de la arquitectura y técnica del ecosistema Linux.
Por su estilo, ha sido acusado de ir en contra de la tradicional filosofía de Unix, un tema del que habló en una publicación en su blog titulada Los Principales Mitos. Por ejemplo, Poettering ha hablado a favor de acelerar el desarrollo de Linux a expensas de romper la compatibilidad con POSIX y otros sistemas Unix-like como los BSD. Lennart tomó esta posición de su experiencia al escribir componentes de escritorio de bajo nivel. Lennart invita a otros desarrolladores a hacer lo mismo. Poettering recomienda leer The Linux Programming Interface pero ignorando las partes específicas sobre POSIX.
En 2011 Poettering, uno de los desarrolladores principales de PulseAudio, elogió las pilas de audio de Windows y macOS y las consideró "más avanzadas", y consideró al Open Sound System "un sistema de sonido simplista de los 90" sin relevancia para un escritorio moderno.
También en 2011, preguntado por la popularidad del escritorio Linux y su adopción, contestó que "Linux aún está demasiado fragmentado... necesita ser simplificado...". En 2014 Poettering publicó un ensayo criticando como el software en las distribuciones de Linux se empaqueta, actualiza y distribuye, y propuso cambios que él, Kay Sievers, Harald Hoyer, Daniel Mack, Tom Gundersen y David Herrmann, tenían sobre cómo esta arquitectura debía cambiarse.
Las controversias sobre systemd acabaron en ataques personales y presuntas amenazas de muerte contra Poettering. En octubre de 2014 Poettering se quejó que la "comunidad del código abierto está llena de capullos, y seguramente yo antes que otros soy uno de sus objetivos favoritos." Poettering llegó a poner parte de la culpa sobre Linus Torvalds y otros desarrolladores del kernel Linux por ser malos modelos de rol al promocionar una cultura de discusión abusiva sobre desacuerdos técnicos.

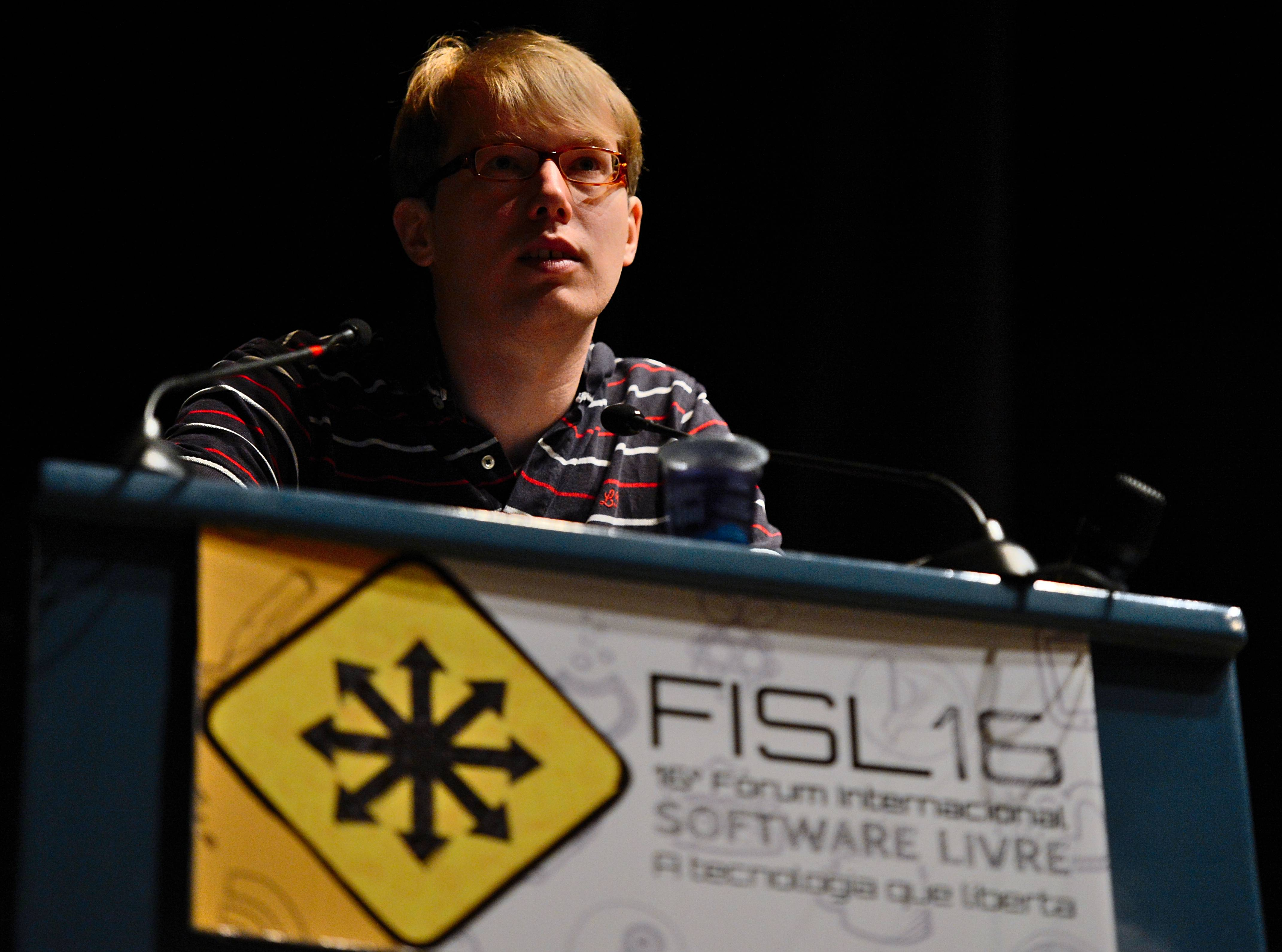
Lennart Poettering en el 16.º Fórum Internacional de Software Livre, el 10 de julio de 2015

En 2017, Poettering recibió el Pwnie Award por la Peor Respuesta a una vulnerabilidad reportada en systemd.